# Popilio Pedone Aproniano
Popilio Pedone Aproniano (in latino Popilius Pedo Apronianus; ... – 205 o 206) è stato un funzionario romano senatore e console per l'anno 191.

## Biografia
Era figlio di Gaio Popilio Carone Pedone, che fu consul suffectus nell'anno 147; la sua vita politica si svolse durante i principati di Marco Aurelio, Commodo, Pertinace e Settimio Severo.
Nel 191 fu nominato console ordinario dall'imperatore Commodo, tra il suo sesto consolato del 190 e il settimo del 192. Dopo l'assassinio di Commodo, si schierò con Pertinace e, dopo il suo assassinio, optò per Settimio Severo. Quest'ultimo imperatore lo nominò proconsole della provincia d'Asia. Durante il suo mandato, nel 205 o nel 206, fu accusato di pratiche magiche, fu processato per il crimine di lesa maestà, condannato e giustiziato.